# Logan Tom
Logan Tom, född 25 maj 1981 är en amerikansk beachvolleyboll- samt volleybollspelare. Hon är fyrfaldig olympier. Vid 19 års ålder blev hon den yngsta kvinnan att bli vald till amerikanska OS-laget. I Peking 2008 var hon med i laget som fick en silvermedalj.